# Flyktinglaget vid världsmästerskapen i friidrott 2022
Flyktinglaget (engelska: Athlete Refugee Team) tävlade vid världsmästerskapen i friidrott 2022 i Eugene i USA mellan den 15 och 24 juli 2022. Flyktinglaget hade en trupp på fyra idrottare.

## Resultat
Gång- och löpgrenar
| Idrottare                     | Gren                  | Inledande omgång | Inledande omgång | Försöksheat   | Försöksheat | Semifinal        | Semifinal        | Final            | Final            |
| Idrottare                     | Gren                  | Resultat         | Placering        | Resultat      | Placering   | Resultat         | Placering        | Resultat         | Placering        |
| ----------------------------- | --------------------- | ---------------- | ---------------- | ------------- | ----------- | ---------------- | ---------------- | ---------------- | ---------------- |
| Dorian Keletela               | Herrarnas 100 meter   | 10,48            | 5 0Q0            | 10,52         | 47          | Gick inte vidare | Gick inte vidare | Gick inte vidare | Gick inte vidare |
| Jamal Abdelmaji Eisa Mohammed | Herrarnas 5 000 meter | —                | —                | 14.02,79 0SB0 | 36          | —                | —                | Gick inte vidare | Gick inte vidare |
| Atalena Napule Gaspore        | Damernas 800 meter    | —                | —                | 0DNS0         | 0DNS0       | 0DNS0            | 0DNS0            | 0DNS0            | 0DNS0            |
| Anjelina Lohalith             | Damernas 1 500 meter  | —                | —                | 4.23,84 0PB0  | 42          | Gick inte vidare | Gick inte vidare | Gick inte vidare | Gick inte vidare |